# Framuga
Framuga – wnęka pomiędzy licem ściany wewnątrz pomieszczenia a powierzchnią osadzonego okna (framuga okienna) lub drzwi (framuga drzwiowa).
Framuga podokienna – to wnęka pod oknem służąca do osadzenia grzejnika centralnego ogrzewania.
Objaśnienia etymologicznego tego określenia dokonał Eugeniusz Słuszkiewicz na łamach czasopisma „Język Polski”.